# Penitent (glacjologia)

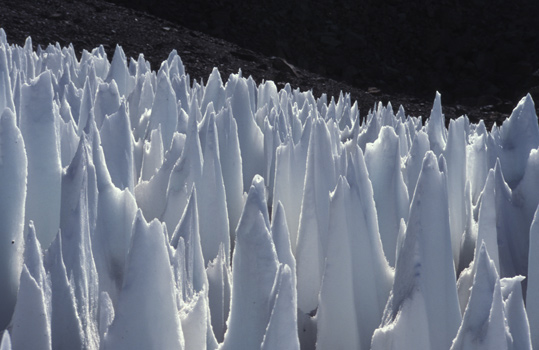
Pole penitentów w Górnym Rio Blanco, (Centralne Andy Argentyńskie). Ostrza mają pomiędzy 1,5 a 2 m wysokości, są pochylone pod kątem 11° w kierunku północnym

Penitenty, pokutniki, mniszki śniegowe – stożkowate formy (maksymalna wysokość do kilku metrów), występujące w dużych skupiskach na lodowcach i polach firnowych, zwłaszcza w niskich szerokościach geograficznych, powstające w wyniku sublimacji śniegu, firnu lub lodu. Typowa wysokość penitentów to 0,5-2 m, jednakże zdarzają się również większe, kilkumetrowe (na przykład w Andach).
Najlepiej wykształcone przykłady penitentów występują w Andach Środkowych w Ameryce Południowej, w Pamirze i Hindukuszu w środkowej Azji oraz w masywie Kilimandżaro w Afryce Centralnej. 
Niekiedy skupiska penitentów określane są mianem „lodów pokutujących” lub „śniegów pokutujących” (hiszp. nieves penitentes).